# OBS경인TV

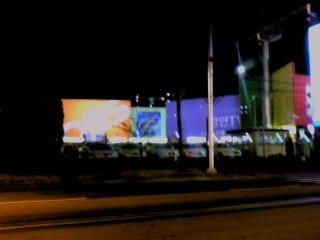
OBS경인TV 사옥(1)

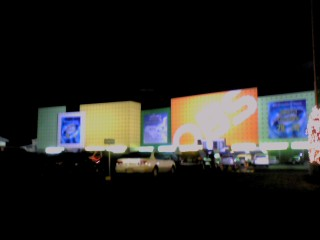
OBS경인TV 사옥(2)

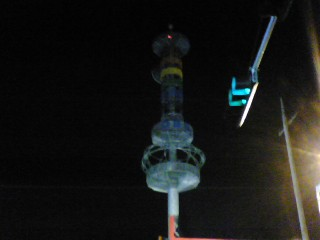
OBS경인TV 사옥(3)

OBS경인TV(京仁TV)는 서울특별시, 경기도, 인천광역시 지역을 대상으로 방송하는 지역 지상파 TV 방송사이다.

## 의미
OBS에서 O는 하나를 의미하는 One, 우리를 뜻하는 Our, 열림을 뜻하는 Open, 척박한 사막의 희망 Oasis, 기회를 뜻하는 Oppotunity가 담겨져 있다.

## 캐치 프레이즈

### 과거

#### 2000년대
- 2008년 ~ 2009년 : 희망을 나눠요.

#### 2010년대
- 2010년 : 따뜻한 세상 함께 하는 OBS
- 2011년 ~ 2014년 : 사람 세상(世上)을 만듭니다.
- 2015년 ~ 2017년 : 경인 성장의 힘 OBS
- 2018년 : 지역의 희망이 되겠습니다.

### 현재
- TV : 지역이 희망입니다. OBS (2019년~)
- 라디오 : 열린 채널, 열린 방송 따뜻한 나눔 99.9 OBS 라디오 (2023년~)

## 역대 로고

2007년 12월 28일 ~ 2023년 3월 26일
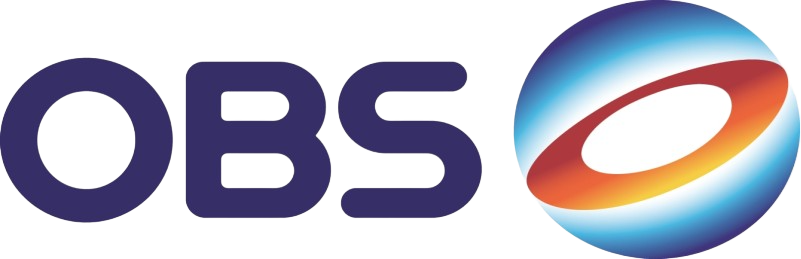
2023년 3월 27일 ~ 현재

## 로고송
- 2008년 : 오늘보다 더 희망찬 내일 OBS
- 2009년 : 다 함께 희망을 나눠요 OBS
- 2013년 ~ : 오늘보다 더 나은 내일 OBS

## 방송 권역
서울특별시, 경기도, 인천광역시 등 수도권 지역, 충청남도, 충청북도 일부 지역을 가시청 권역으로 하고 유료방송 재송신을 통해 서울특별시 전체 지역을 포함한 수도권 지역을 가시청권으로 한다.

## 나라별 제휴국
- 일본 마이니치방송(일본어: 毎日放送)
- 일본 요미우리 TV 방송(일본어: 読売テレビ放送)
- 일본 도쿄 메트로폴리탄 텔레비전(일본어: 東京メトロポリタンテレビジョン)
- 중화민국 민간 전민 텔레비전 공사(중국어: 民間全民電視公司)

## 연혁

### 2000년대
- 2006년 8월 30일 : 법인 설립.
- 2006년 11월 8일 : 김성재 사장 취임.
- 2007년 4월 5일 : OBS경인TV 허가 추천 결정 (방송위원회).
- 2007년 4월 12일 : 3개 송신소, 중계소 허가 추천서 수령.
- 2007년 7월 25일 : 주철환 사장 취임과 김성재 사장은 회장으로 취임.
- 2007년 11월 23일 : OBS경인TV 인천 계양산 아날로그 TV, 디지털 TV 방송국 허가증 교부(정보통신부), 시험 방송 실시.
- 2007년 12월 7일 : OBS경인TV 방송국 검사 필증 취득.
- 2007년 12월 26일 : OBS문화재단 설립.
- 2007년 12월 28일 : OBS경인TV 개국 및 광고방송(상업광고방송) 실시.
- 2008년 8월 15일 : 경기 수원, 용인 광교산 중계소 전파 송출 시작.
- 2009년 1월 21일 : 주철환 사장 사퇴 의사 표명.
- 2009년 2월 12일 : 주주 총회에서 차용규 전 울산방송 사장을 OBS 신임 사장으로 선임.
- 2009년 2월 16일 : 차용규 사장 취임.
- 2009년 8월 : 미디어 OBS를 방송통신위원회에 PP로 등록.

### 2010년대
- 2010년 4월 : 손용 사장 취임.
- 2010년 5월 1일 : 스카이라이프를 통한 재송신 개시.[1]
- 2010년 5월 19일 : 경인일보-OBS 양사간 업무협약 조인.[2]
- 2010년 6월 12일 : OBS W 개국.
- 2011년 3월 21일 : OBS 역외 재송신 허용 (방송통신위원회).[3]
- 2011년 8월 1일 : 서울 전 지역 케이블TV SO를 통한 재송신 개시.
- 2011년 12월 28일 : 용문산 중계소 전파 송출 개시.
- 2012년 3월 20일 : SK브로드밴드 B TV를 통한 재송신 개시. (채널번호 20번)[4]
- 2012년 7월 1일 : 서울 지역 스카이라이프 HD 가입자들을 대상으로 한 재송신 개시.[5]
- 2012년 7월 16일 : 스카이라이프에서 채널 번호가 4번에서 31번으로 변경.
- 2012년 9월 12일 : SK브로드밴드 B TV를 통한 재송신 권역을 서울특별시 전 지역으로 확대. (채널번호 20번)[6]
- 2012년 9월 29일: KT 올레 TV를 통한 재송신을 개시. (채널번호 31번)[7]
- 2012년 10월 16일 : LG U+ TV를 통한 재송신을 개시. (채널번호 26번)
- 2012년 12월 31일 : 오전 4시 수도권 지역 지상파 아날로그 TV 방송 종료.
- 2013년 10월 16일 : 수도권, 충청권, 강원도 디지털 방송 재배치.
- 2013년 11월 19일 : 경인방송과 업무협정 체결.[8]
- 2014년 4월 24일 : 주 송신소를 계양산에서 광교산으로 변경.
- 2014년 10월 1일 : KT 올레 TV에서 채널 번호가 31번에서 26번으로 변경.
- 2015년 12월 28일 : 백령 중계소 전파 송출 개시.[9]
- 2018년 1월 30일 : 경인방송과 MOU 체결.[10]

### 2020년대
- 2020년 11월 1일 : OBS경인TV 아날로그 송출 종료 함.
- 2021년 5월 20일 : 스카이라이프에서 채널 번호가 31번에서 30번으로 변경.
- 2021년 9월 1일 : 국방홍보원과 MOU 체결.[11]
- 2021년 11월: 2020년 3월 30일에 폐업한 경기방송을 대체하는 경기 지역 지상파 라디오 방송사 사업자에 신청 완료.[12]
- 2022년 5월 17일 : 경기 지역 지상파 라디오 방송사 사업자 선정.[13]
- 2022년 8월 25일 : OBS경인FM 방송 신규 허가.[14]
- 2022년 10월 25일: B tv에서 채널 번호가 20번에서 25번으로 변경.
- 2023년 2월 9일: 국회사무처와 MOU 체결.[15]
- 2023년 3월 30일: OBS 라디오 개국.[16]

## 방송 송출 시설망
계양산 중계소 문제는 2007년 11월에 허가 교부증이 나오면서 해결되었으며, 광교산 송신소 문제도 역시 2008년 7월에 허가 교부증이 나오면서 해결되었다.
- 호출부호 : HLQS-DTV
- 가상채널 : 8-1

| 송신소        | UHD                     | UHD                     | HD       | HD    | 송신소 위치                        | 비고 |
| 송신소        | 물리채널                | 출력                    | 물리채널 | 출력  | 송신소 위치                        | 비고 |
| ------------- | ----------------------- | ----------------------- | -------- | ----- | ---------------------------------- | ---- |
| 광교산 송신소 | 연주소 이전시 도입 예정 | 연주소 이전시 도입 예정 | CH 25    | 2.5㎾ | 경기 용인시 수지구 고기동 산52-2   |      |
| 계양산 중계소 | 연주소 이전시 도입 예정 | 연주소 이전시 도입 예정 | CH 36    | 500W  | 인천 계양구 목상동 산57-1          |      |
| 파평 중계소   | 연주소 이전시 도입 예정 | 연주소 이전시 도입 예정 | CH 21    | 90W   | 경기 파주시 파평면 눌노리 산 23-8  |      |
| 용문산 중계소 | 연주소 이전시 도입 예정 | 연주소 이전시 도입 예정 | CH 30    | 500W  | 경기 양평군 용문면 연수리 934      |      |
| 진촌 중계소   | 연주소 이전시 도입 예정 | 연주소 이전시 도입 예정 | CH 43    | 20W   | 인천 옹진군 백령면 진촌리 용기원산 |      |

아날로그TV (2012년 12월 31일 종료)
- 호출부호 : HLQS-TV

| 송신소        | 채널  | 출력 | 송신소 위치                      |
| ------------- | ----- | ---- | -------------------------------- |
| 계양산 송신소 | CH 21 | 10㎾ | 인천 계양구 목상동 산57-1        |
| 광교산 중계소 | CH 4  | 1㎾  | 경기 용인시 수지구 고기동 산52-2 |

라디오
- 전파수신 가능 지역 : 경기도 일원, 인천광역시, 서울특별시 일부, 충청남도 북부, 세종특별자치시 일부, 충청북도 북부, 강원도 영서 일부

| 송신소        | 주파수    | 출력 | 호출부호 | 송신소 위치                      | 비고 |
| ------------- | --------- | ---- | -------- | -------------------------------- | ---- |
| 광교산 송신소 | FM 99.9㎒ | 5㎾  | HLMD-FM  | 경기 용인시 수지구 고기동 산52-2 |      |
| 용문산 중계소 | FM 99.9㎒ | 500W | HLMD-FM  | 경기 양평군 용문면 연수리 934    |      |
| 감악산 중계소 | FM 99.9㎒ | 500W | HLMD-FM  | 경기 파주시 적성면 객현리 40-2   |      |

## OBS 문제점 그 이후

### 개국 전 송신소 문제
iTV 경인방송과는 다르게 인천 계양산을 키 스테이션으로 하여 아날로그와 디지털 모두 송출할 계획이었다. 그러나 전파 월경과 전파 혼신 문제를 두고 같은 지상파 민영방송사 SBS와의 마찰과 함께 정보통신부(현재 과학기술정보통신부)의 허가가 지연되어 당초 개국 예정일이었던 2007년 11월 1일을 넘겨버리게 되었다. 2007년 11월 23일 정보통신부의 OBS 경인TV에 대한 방송 허가 교부증이 나오면서 시험 방송을 통해 2007년 12월 28일 정식으로 개국했다.

### 개국 후 OBS 시청 문제
OBS는 2007년 12월 28일에 개국을 무사히 치렀으나 SO와 계약을 하지 않아 개국 이후 2개월 가까이 유선 케이블 방송이 아니라 UHF 지상파 안테나로만 시청 가능했다. 2008년 1월에는 인천 계양산 송신소 가시청 구역 안에 위치한 아파트들을 대상으로 OBS 수신을 위한 공시청망 개선 작업을 실시하여 작업이 끝난 곳에서는 지상파 안테나를 통해 OBS를 시청할 수 있게 되었다. 인천 계양산 송신소, 경기 수원, 용인 광교산 중계소 가시청 구역 안에 위치한 곳에 거주하고 있다면 UHF 안테나를 해당 송신소 방향으로 설치함으로써 OBS를 지상파로 수신할 수 있다. 2008년 2월 주송출 지역인 경기 남부 지역, 인천 일부 지역 SO 채널에서도 OBS 채널이 설정되어 케이블TV를 통한 TV 시청도 가능하게 되었다. 2008년 8월 15일 경기 수원, 용인 광교산 중계소에서 전파 송출이 시작되어 경기 남부 지역, 충남 북부 지역에서도 OBS를 수신할 수 있다. (디지털TV : UHF 25)
그러나 티브로드(현재 SK브로드밴드 케이블TV) 등 MSO와 계약을 하면서 위성방송 스카이라이프(현재 KT스카이라이프)에는 방송하지 않는다는 조건을 달아 논란이 되었으나 2010년 5월 스카이라이프를 통한 OBS 재전송이 시작되었다. 일부 지역 케이블TV 방송사들은 OBS 디지털 방송을 아날로그 상품 가입자들에게 재전송 하지 않기 때문에 일부 케이블TV 가입자들은 OBS HD TV 방송을 안테나로만 시청이 가능하다.

### 낙하산 인사 및 역외 재송신
주철환 전 사장의 사임 후 공모 형식으로 진행된 신임 사장 인선에서 2007년 제17대 대통령 선거 당시 이명박 대통령의 방송 특보를 역임한 차용규 前 ubc 사장이 선임되자 이에 대해 노조, 야권, 시민 단체에서 "낙하산 사장을 통한 방송 장악 시도"라는 비판이 일고 있다. 특히 OBS 노동조합 측은 차용규 신임 사장의 취임을 반대하여 노조 집행부가 단식 투쟁에 들어가고 2009년 2월 16일에 열릴 예정이었던 공식 취임식을 무산시키는 등 강력하게 반발하고 있다. 그러나 이에 대해 정부 측은 "차기 사장은 정상적인 공모 절차에 의해 선임되었으므로 낙하산 인사라고 이야기하는 것은 곤란하다"(2009년 2월 13일 신재민 문화체육관광부 2차관 발언)라는 의견을 밝혔다.
결국 방송통신위원회는 2009년 11월 18일 전체 회의를 개최하여 기존에 승인 받은 적이 존재하는 티브로드 강서방송(현재 SK브로드밴드 강서방송), 현대HCN 서초방송(현재 KT HCN 서초방송), CJ헬로비전 양천방송(현재 LG헬로비전 양천방송), GS 강남방송(현재 딜라이브 강남방송), 큐릭스 종로중구방송(현재 SK브로드밴드 종로중구방송) 등 13개 종합 유선 방송 사업자(SO)의 OBS 역외 재송신 재승인 여부를 2010년 2월 18일 이전까지 결정하기로 했다. 방송통신위원회는 이들 13개 SO에 대해 재승인 심사 의사를 통보하고 2010년 2월 18일까지 지역 지상파 방송 역외 재송신 정책 방안을 전체 회의에 상정, 승인 여부를 결정할 계획이다. 방송통신위원회 전신 방송위원회는 2008년 2월 19일 서울 지역 13개 SO에 대한 OBS 역외 재송신을 승인하고 기간을 2년으로 한정했다. 재승인이 만료되는 2010년 2월 19일 이전에 방송통신위원회가 재전송 재승인 여부를 결정하지 않을 경우 3년간 자동 연장된다.
그리고 방송위원회(현재 방송통신위원회)는 OBS 서울 수도권 지역 역외 재송신에 대해 승인한 바 있었지만 방송통신위원회는 그 동안 역외 재송신 승인은 권역별로 나눈 지상파 방송 허가 제도의 근본 취지를 허물 수 있는 만큼 재검토가 필요하다는 입장을 고수해 왔고 의무 전송 채널 SBS 등과의 형평성 문제가 제기돼 왔다. 그러나 지난 국정 감사에서 여야를 막론하고 OBS 역외 재송신, 관련, 정책 일관성 등에 대해 집중적인 문제가 제기되기도 했다. OBS 관계자는 “OBS가 광고 수주 등의 어려움으로 재정이 어렵기 때문에 역외 재송신을 해야 한다는 논리보다는 방송위원회 시절부터 꾸준하게 제기돼 온 지역 콘텐츠 활성화와 지역 방송 생존 전략이라는 전략으로 접근해야 한다”라고 하며 “방송통신위원회의 긍정적인 결정을 기대한다”라고 밝혔다.
2011년 7월 방송통신위원회가 OBS를 재전송하지 않는 서울 일부 지역의 케이블TV 사업자들에 대해 OBS 재전송을 승인에 따라 2011년 8월 1일부터 서울 전 지역에서 케이블TV를 통해 OBS를 시청할 수 있게 됐다. 며칠 후 7월 31일 보도 자료를 통해 "서울 지역 송출을 시작에 따라 OBS는 서울, 경기, 인천 수도권 지역 24,000,000명 시청자와 만날 수 있게 되었다"라고 하면서 "2011년 가을 개편 때 서울, 경기, 인천 수도권 지역 밀착형 TV 프로그램을 제작할 계획"이라고 말했다.
2021년 12월 방송통신위원회가 HCN 간 역외 재송신료 분쟁 조정에 지급해야 하는 금액과 지급 기간을 결정해 조정안으로 제시했다고 한다. 2022년 1월 5일 HCN이 채널 2번을 35번으로 이동 압박으로 불공정하다며 논란이 제기되어 결국 1월 17일 서울 일부 지역 케이블TV 사업자는 2월 18일 이후 케이블 역외 재송신 기한이 만료될 예정이라고 발표하였으며, 사실상 역외 재송신을 거부한 상태다. 이에 따르면 케이블TV 4사가 "채널 번호를 2번에서 30번대로 변경하려는 이유는 송출 수수료를 받을 수 있는 홈쇼핑 채널을 2번으로 편성해 가입자 감소에 따른 위기를 돌파할 목적"이라며 최장 14년 동안 유지해 온 채널 2번을 변경하면서 서울 지역 시청자들이 불편과 혼란을 겪게 됐다가 이후 2022년 9월 7일 SK브로드밴드 케이블TV와 협상이 타결돼 서울에서 송출이 재개됐고 2022년 11월 2일에는 LG헬로비전도 과학기술정보통신부에서 승인을 받아 서울에서 송출이 재개됐고 2023년 4월 17일에는 딜라이브도 서울에서 송출이 재개됐다. KT HCN도 서울에서 송출을 재개할 예정이다.

### 광고 판매·송출 현황
2008년 광고 판매 수익이 90억 원 정도로 타사에 비해 매우 적은 편으로 제작비가 부족해 종영된 프로그램을 다시 편성하는 경우도 있다. 한국방송광고진흥공사(KOBACO)가 광고 판매를 다른 지상파 방송국과 달리 DMB 사업자들과 같은 군으로 판매해 광고 수주 비용이 매우 낮은 상황이다. 개국 당시에는 자본금 1400억 원이 마련되었으나 2008년 900억 원을 지출하여 500억 원이 남아있는 상황으로 2008년과 같은 상황이라면 자본 잠식으로 증자를 피할 수 없게 된다. 송도균 방송통신위원회 부위원장이 SBS 출신이라서 OBS에 관한 안건에 부정적이거나 아예 무시로 일관한다는 의혹이 있다. 서울 지역 송출 문제가 대표적이다. 위성방송(스카이라이프(현재 KT스카이라이프))을 통한 재송신이 늦어졌다. 결국 2010년 5월 스카이라이프(현재 KT스카이라이프) HD TV 가입자들을 대상으로 OBS를 재전송하기 시작했다.

### 인천 계양 사옥 이전 추진
2016년에 본사를 인천광역시 계양구로 이전을 추진했으나 이전 예정 건물의 방송 통신 시설 설치 비용 부담을 두고 OBS와 인천시 간의 공방이 이어지면서 사옥 이전에 차질이 생겼다. 하지만 2019년에 인천시 계양방송통신시설로 사옥 이전을 추진하는 OBS경인TV가 본사의 인천 이전 의지가 확고하다고 거듭 밝혔다. 2020년 11월 17일 진행된 인천 계양방송통신시설 운영 사업자 입찰에 단독으로 참여해 낙찰자로 선정됐다. 인천시는 협의가 차질 없이 진행될 경우 2022년까지 이주가 완료될 것으로 예상했다. 인천시와 OBS는 2021년 4월 16일 오후 3시 인천시청에서 '계양방송통신시설 사용 허가' 계약을 체결하고 OBS 본사의 인천 이전을 위해 상호 협력하기로 했다.

### 경기 지역 지상파 라디오 방송사 선정
2021년 9월 지역 라디오 신규 방송 사업자 공모 신청 먼저 시작하여 같은 달 11월 12일 지역 라디오 신규 방송 사업자 공모에 7곳을 신청 완료했다. 신청 법인은 경인방송, 경기도, 도로교통공단, OBS 경인TV, 케이방송, 뉴경기방송, 경기도민방송이었다. 2022년 2월 라디오 방송 사업자 공모 결과 도로교통공단이 최고점으로 확정됐으나 현재 최종 선정이 보류된 상태다. 이후 5월 17일 최종 선정됐다. 2022년 8월 25일 정식으로 라디오 방송 신규 허가했다.

## 프로그램
- 다시 보기 서비스는 다른 방송사들과는 다르게 지역 방송 특성 때문에 무료로 제공되고 있다.

### 방영 프로그램
- OBS 뉴스 오늘
- OBS 뉴스 경인 530
- OBS 뉴스 730
- 오늘의 월드뉴스
- OBS 뉴스 10 인천경기
- OBS 뉴스 330
- 뉴스로 세계일주 위클리 월드
- OBS 뉴스특보
- OBS 매거진 톡톡
- OBS 시청자 채널 꿈꾸는 U
- 미디어 공감 좋은TV
- 독특한 연예뉴스
- 연예매거진
- 주식학교
- 생방송 건강 콜센터
- 휴먼다큐 마냥 이쁜 우리맘
- 인사이드 스토리
- 전기현의 씨네뮤직
- 경기의정 예:썰
- 주말 & 섬해양
- 렛츠고 파크골프
- OBS 시네마
- OBS 스포츠

### 종영 프로그램
- 고성국의 토론합시다
- 불타는 그라운드
- 전설의 시대
- 오감만족! 생방송 Tvio
- 생방송 투유
- 생방송 OBS
- 생방송 어서옵쇼
- 홍원기의 파워토론
- 오포졸
- 명불허전
- 리치라이프
- 머니토크 주식을 지켜라
- 오! 이 맛이야
- 오늘은 경인세상
- 우리집 머니스토리
- 재테크쇼 돈직구
- 재테크쇼 리치라이프
- 재테크쇼 보험사용설명서
- 재테크쇼 보톡쇼
- 재테크쇼 보금자리
- 재테크쇼 행복 100세
- 재테크쇼 궁금할 땐 보물TV
- 재테크쇼 톡톡 보험설계
- 21대 국회의원 300인의 희망인터뷰
- 경기도 정책을 말하다
- 행복한 경기의정 민생돋보기
- 행복한 인천의정 민생돋보기
- OBS 일요대담
- OBS 초대석
- OBS 경인포커스
- TV포럼 경인의 아침
- 경인 Zoom人
- 뉴스코멘터리 막전막후
- 박미선과 돈워리 돈해피
- 보험탄탄 인생탄탄
- 증권정보쇼 GoGo장
- 행복 부동산 연구소
- 우리집 머니스토리
- 월드토픽 톡톡
- 고교토론 판
- 고교토론 판 2
- 7시 대발견
- OBS 뉴스아침
- OBS 경인투데이
- OBS 뉴스 (1000)
- OBS 뉴스 (1400)
- OBS 뉴스 245
- OBS 뉴스타임
- OBS 위클리 뉴스 경인
- 월드 브리핑 톡
- 조성대의 정답
- 월드뉴스 위클리 7
- 통쾌하다 스포츠
- 멜로다큐 가족
- 경인붐
- 그 사람이 궁금하다
- 스타 소소일기
- 우리동네 곱빼기
- OBS 파워인터뷰
- 경찰 25시
- 톡톡 스타연구소
- 장윤정의 음악여행 장스타쇼
- 스타 가요쇼
- 경인 버킷리스트 우리동네 한바퀴
- 굿모닝 OBS
- 닥터 OBS
- 로망다큐 가족 플러스
- 톡톡 스타연구소
- 시네마천국
- 심야영화관
- 생방송 정보쇼 베스트 70
- 경기도의회 희망인터뷰
- 국민건강 댄스체조
- 경기도, 어디까지 가봤니?
- 인천, 어디까지 가봤니?
- 생방송 부동산 콜센터
- THE자람 프로젝트 몸튼튼 기지개 체조
- 으라차차 7시
- 정보 버라이어티 으라차차 우리동네
- 정관용의 정책토론
- OBS 섬해양 정보센터
- 경이로운 세상
- 안 아프고 오래 사는 건강 비법서
- (돈은 없지만) 예능이 하고 싶어
- 대뜸토크
- OBS 아침愛
- 문화유산 장학퀴즈
- U버스킹 청춘 레코드
- 미‘s 코리아
- 섬바디 투럽
- 도시 人더스트리
- 찾아라 마이홈
- 이승원의 월드시사W
- 뮤직탱크

## 아나운서

### 현직
- 2007년 입사 : 김준우, 홍원기, 유영선, 이상희, 유진영
- 2009년 입사 : 김준호
- 2010년 입사 : 최지해
- 2023년 입사 : 정다영, 김지유

### 전직
- 박수연 - 2007년 ~ 2008년, YTN 아나운서
- 이윤진 - 2007년 ~ 2009년, 춘천MBC 아나운서, 영어칼럼니스트, 국제회의전문통역사
- 유형서 - 2007년 ~ 2012년, ITV 아나운서
- 장세환 - 2007년 ~ 2009년
- 조진영 - 2008년 ~ 2010년, ITV 아나운서
- 김빛이라 - 2009년 ~ 2011년, KBS 기자
- 이지연 - 2009년 ~ 2010년, KBS 아나운서
- 정지원 - 2009년 ~ 2010년, KBS 아나운서
- 김원경 - 2009년 ~ 2012년, MBC 아나운서
- 강미정 - 2010년 ~ 2010년, 대전MBC 아나운서
- 이자연 - 2010년 ~ 2017년, TBC 기상 캐스터, 목포MBC 아나운서
- 김용재 - 2010년 ~ 2016년, OBS 기자
- 강승화 - 2011년 ~ 2012년, EBS 아나운서, KBS 아나운서
- 김소영 - 2011년 ~ 2012년, MBC 아나운서, 프리랜서 방송인
- 김하나 - 2012년 ~ 2015년, 대전문화방송 아나운서
- 신미정 - 2012년 ~ 2016년
- 조은유 - 2012년 ~ 2016년, TBS 교통 캐스터, MBC 스포츠플러스 아나운서
- 장예인[30] - 2015년 ~ 2016년, MBC 스포츠플러스 아나운서, 프리랜서 방송인
- 김헤빈 - 2022년, MBC 스포츠플러스 아나운서, SPOTV 아나운서

## 같이 보기
- 경인방송